# Argos (pes)

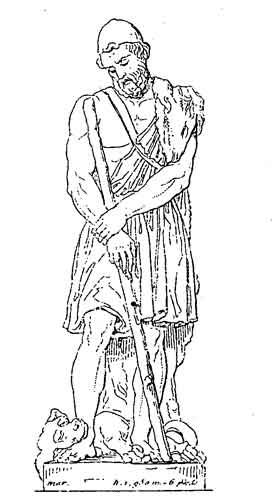
Obraz Jeana-Augusta Barra, francouzského malíře, Odyssea s Argosem v pařížském Louvru ve Francii.

Argos byl v Homérově Odyssee Odysseův věrný pes. Když se Odysseus vrátil po dlouhém putování z trojské války, byl jeho stařičký pes Argos jediný, kdo svého pána poznal. Podle pověsti, když uviděl Odyssea, přiběhl k němu, zavrtěl ocasem zaštěkal z radosti, že ho vidí a skonal.

## Příběh
Po deseti letech bojů u Tróji, po kterých následovalo dalších deset let cesty domů na Ithaku, Odysseus konečně dorazil do své vlasti. V jeho nepřítomnosti převzali jeho dům bezohlední nápadníci v naději, že se ožení s jeho manželkou Penelopou. Odysseus se tajně vrátil do domu, kde chtěl na nápadníky zaútočit, přestrojil se za žebráka a o jeho skutečné identitě věděl pouze jeho syn Telemachos. Když se Odysseus blížil k domu, najde Arga ležet zanedbaného na hromadě kravského hnoje, zamořeného blechami, starého a velmi unaveného.
To byl ostrý kontrast se psem, kterého Odysseus opouštěl; Argos býval tehdy známý svou rychlostí, silou a jako vynikající stopař. Na rozdíl od všech ostatních, včetně Eumaia, celoživotního přítele, Argos okamžitě poznal Odyssea a našel dost síly, aby sklopil uši a zavrtěl ocasem, ale nemohl vstát, aby pozdravil svého pána. Odysseus nemohl pozdravit svého milovaného psa, protože by to prozradilo, kým skutečně je, proto pouze prošel kolem. Argos umírá.
Jednoduchost vztahu mezi Argosem a Odysseem umožnila, aby jejich shledání bylo okamžité a upřímné. To byla podstatná událost při Odysseově návratu.